# Benkő László (zenész)

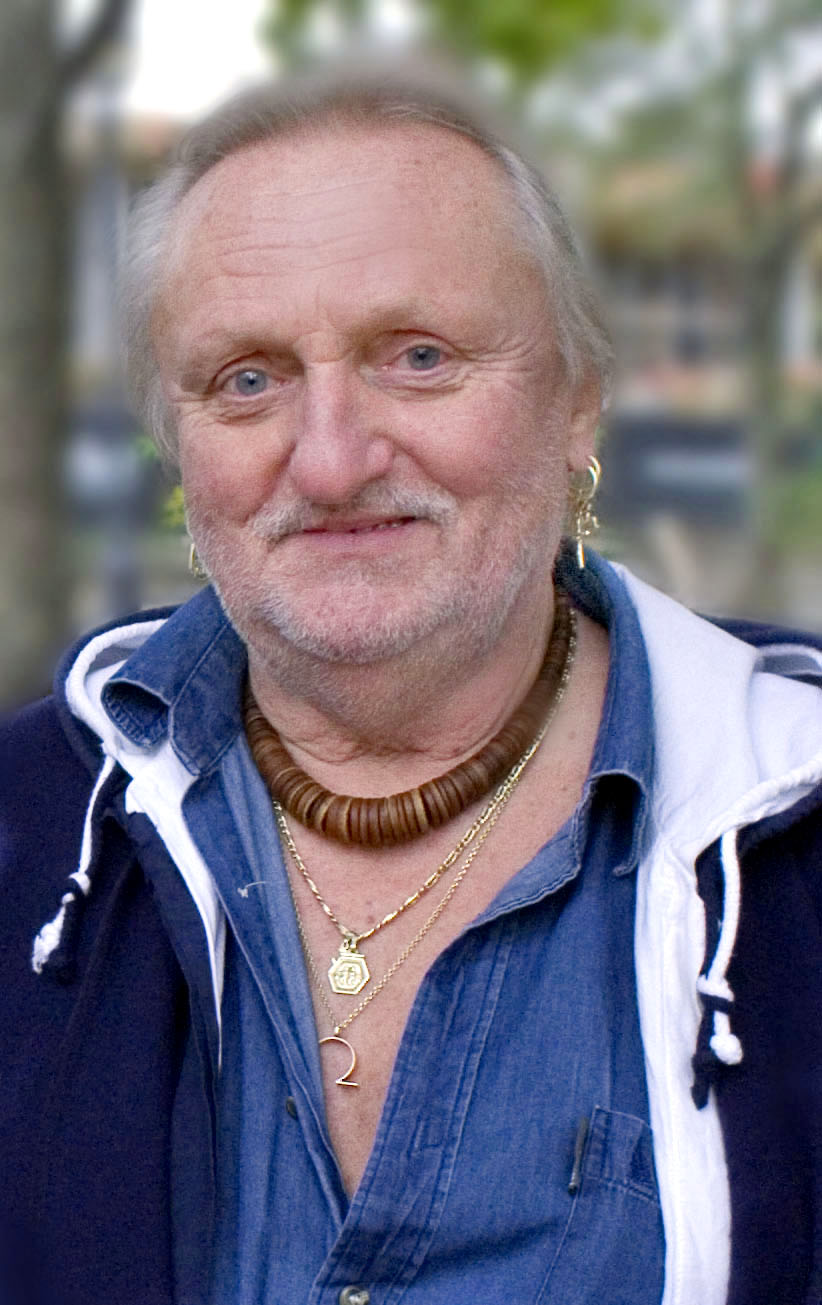
Benkő László 2009-ben

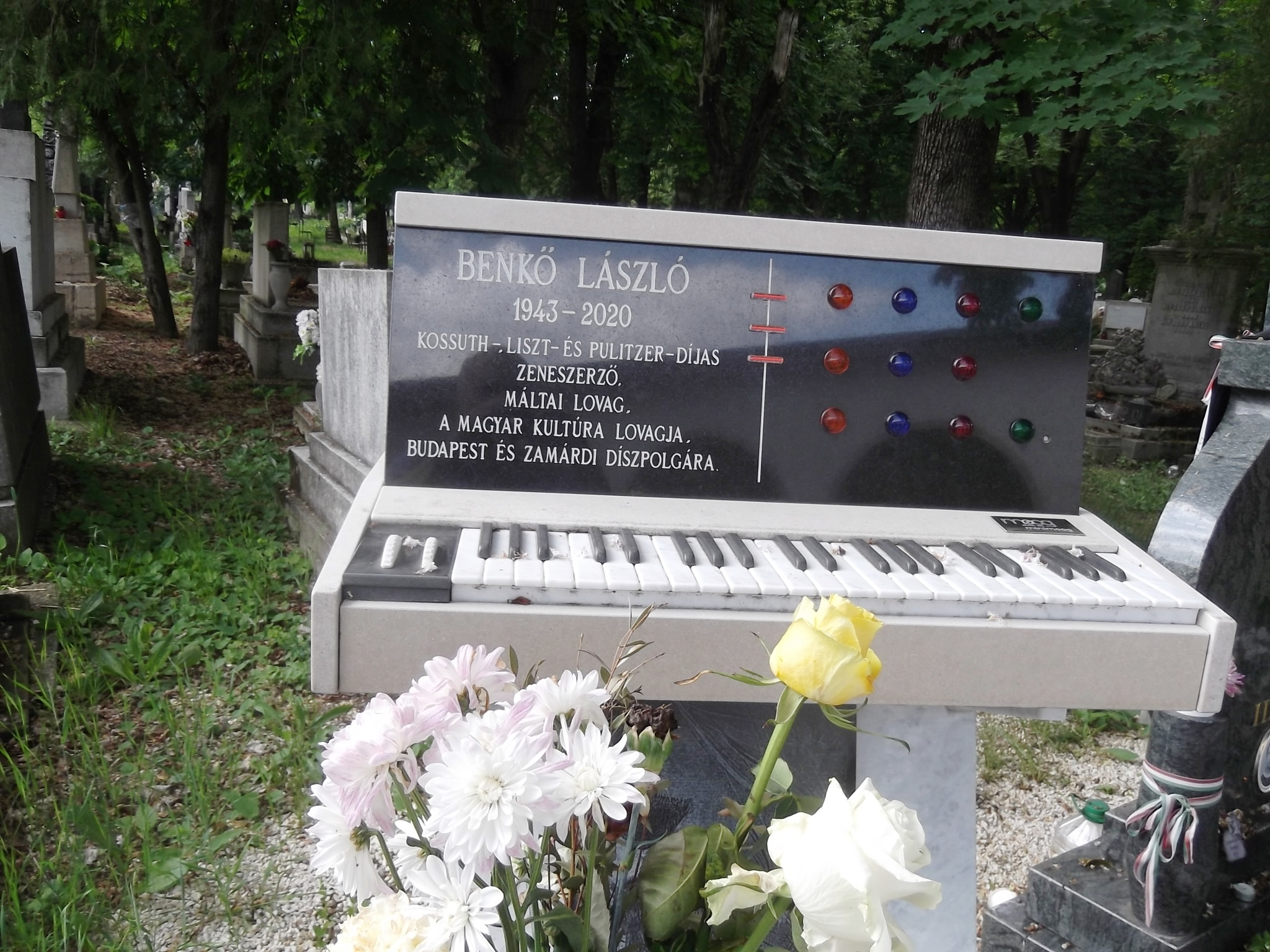
Benkő László sírja a Farkasréti temetőben. 19-1/II/1/72. sírhely

Benkő László (Szombathely, 1943. június 12. – Budapest, 2020. november 18.) Kossuth- és Liszt Ferenc-díjas magyar zenész, billentyűs, zeneszerző, az Omega zenekar tagja.

## Pályafutása
Benkő László (1912–2001) jogász és Barlai Ilona fia. Testvére: Benkő Márta (1947–2003) színésznő. Tanulmányait már a fővárosban kezdte el. Középiskolás korában kezdett zenélni, rövid ideig tagja volt a Benkó Dixieland Bandnek, majd a Próféta együttesben játszott, amely az Omega egyik elődjének tekinthető.
Az Omega fennállását 1962. szeptember 23-ától számítják. Az együttes első évtizedében Benkő szerepköre többször változott: kezdetben zongorán játszott, majd orgonán. 1968-tól Presser Gábor személyében másik billentyűse lett az együttesnek, ekkor Benkő többféle hangszeren játszott: furulyán (Kiabálj, énekelj, Ha én szél lehetnék), trombitán (Trombitás Frédi, Régi csibészek), citerán (Kállai kettős), az Éjszakai országút albumon fuvolán játszott, többek között Mihály Tamás csellón játszott futamai mellett. Koncerteken zongorázott is az orgonán játszó Presser mellett. A kezdeti években, amikor nyugati slágereket dolgoztak fel, még sokszor énekelt, később az Omega saját szerzeményei közül a Rózsafák és a Vasárnap című dalokat.
Presser távozása után viszont kizárólag billentyűs hangszereken játszott. Először csak Hammond orgonán, majd Moog szintetizátoron is, amit 1973-ban az Omega használt először Magyarországon az Omega 5 című albumon. Az Omega 6 – Nem tudom a neved című 1975-ben kiadott nagylemez és az 1976-tól 1979-ig tartó space-rock korszak hangzásának meghatározó elemét jelentették a kidolgozott szintetizátorszólói.
Szerzőként először a Varázslatos, fehér kő (1972) és a XX. századi városlakó című 1974-ben rögzített, és egy évvel később megjelent dalban szerepelt. A későbbi időkből nehéz biztosan megállapítani, mik tekinthetők az ő alkotásainak, mert az 1976–1987 közötti dalokat kollektíven jegyezték. A rendszerváltás utáni albumok szerzőségei alapján az valószínűsíthető, hogy Benkő kevesebb dalt írt az Omegában Mihály és Molnár mellett.
Az Omega 1971 utáni tagjai közül ő alkotott és játszott legtöbbet önállóan, illetve más produkciókban. 1980-ban mutatták be a Planetáriumban az Űroperát, aminek a zenéjét írta és amelyet Lerch Istvánnal közösen adott elő. 1982-ben megjelent első szólóalbuma (Lexikon 1). Röviddel később ennek folytatása, Lexikon 2 címmel. Az 1990-es évektől szerepelt a Rádiókabaré műsoraiban és a Szeszélyes évszakokban is, leginkább Ihos Józseffel és Bajor Imrével együtt.
2002-ben alapította meg az instrumentális szintetizátorzenét játszó B-Project együttest. 2005-ben és 2008-ban az Eurovíziós Dalfesztivál magyarországi nemzeti válogatójának egyik zsűritagja volt a Magyar Televízióban. 2006-tól rendszeres vendégszereplője volt a Bulldózer együttes koncertjeinek. 2009-ben a szombathelyi Weöres Sándor Színház zenei vezetője lett. 2013-tól rendszeresen fellépett a Megapolis tribute együttessel, amivel kizárólag az Omega együttes dalait játszották.
A rendszerváltás után a Hungaroton popzenei részlegének vezető munkatársa lett. Ekkor jelentek meg hosszú idő után a magyar popzene korábbi évtizedeiben készült klasszikusnak számító albumok.
2017-ben májrákkal diagnosztizálták, kitartó küzdelem után felépült, de a koncertezést ez idő alatt se hagyta abba, mindössze egyetlen Omega-koncertet hagyott ki 2017-ben Bátorkesziben. Hosszan tartó, súlyos betegség után, 2020. november 18-án hunyt el.
2020. december 2-án kísérték utolsó útjára a budapesti Farkasréti temetőben, a szertartás a COVID–19-koronavírus-járvány miatt elrendelt létszámkorlátozás miatt szűk körben zajlott. A temetésen beszédet mondott Debreczeni Ferenc, Molnár György, Frenreisz Károly, Lukács Sándor és Nagy Feró. A katolikus szertartást Kiss-Rigó László püspök vezette. A búcsúztatón részt vett többek között Kóbor János, Presser Gábor, Pataky Attila, Müller Péter Sziámi, Gömöry Zsolt, Semjén Zsolt és Charlie. Végső nyughelye Simon Tibor labdarúgó és Tolnay Klári színésznő közelében található. Sírkövét 2022. április 30-án avatták.
2020-ban Havas Henrik készített róla könyvet Benkő Laci címmel, aminek megjelenését a címszereplő már nem érhette meg. Szintúgy az Omega Testamentum lemezének megjelenését sem, amelynek munkálataiban még részt vett.

### Hangszerei
Korg szintetizátorokon (Z1,Trinity Plus, 01/W pro, Triton Studio, Karma) játszott.
Első szintetizátora egy Minimoog Model D volt, ezen játszott a 70-es években és a 80-as évek elején, számos legendás felvételen (pl. Nem tudom a neved). A 70-es évek második felében ő használt egyedül ARP Avatar szintetizátort. A 80-as évek második felében Yamaha szintetizátorokon játszott. Benkő emellett korábban játszott Hammond-orgonán (L100, XB2) és az Omega angol nyelvű lemezein Hohner Clavineten is.

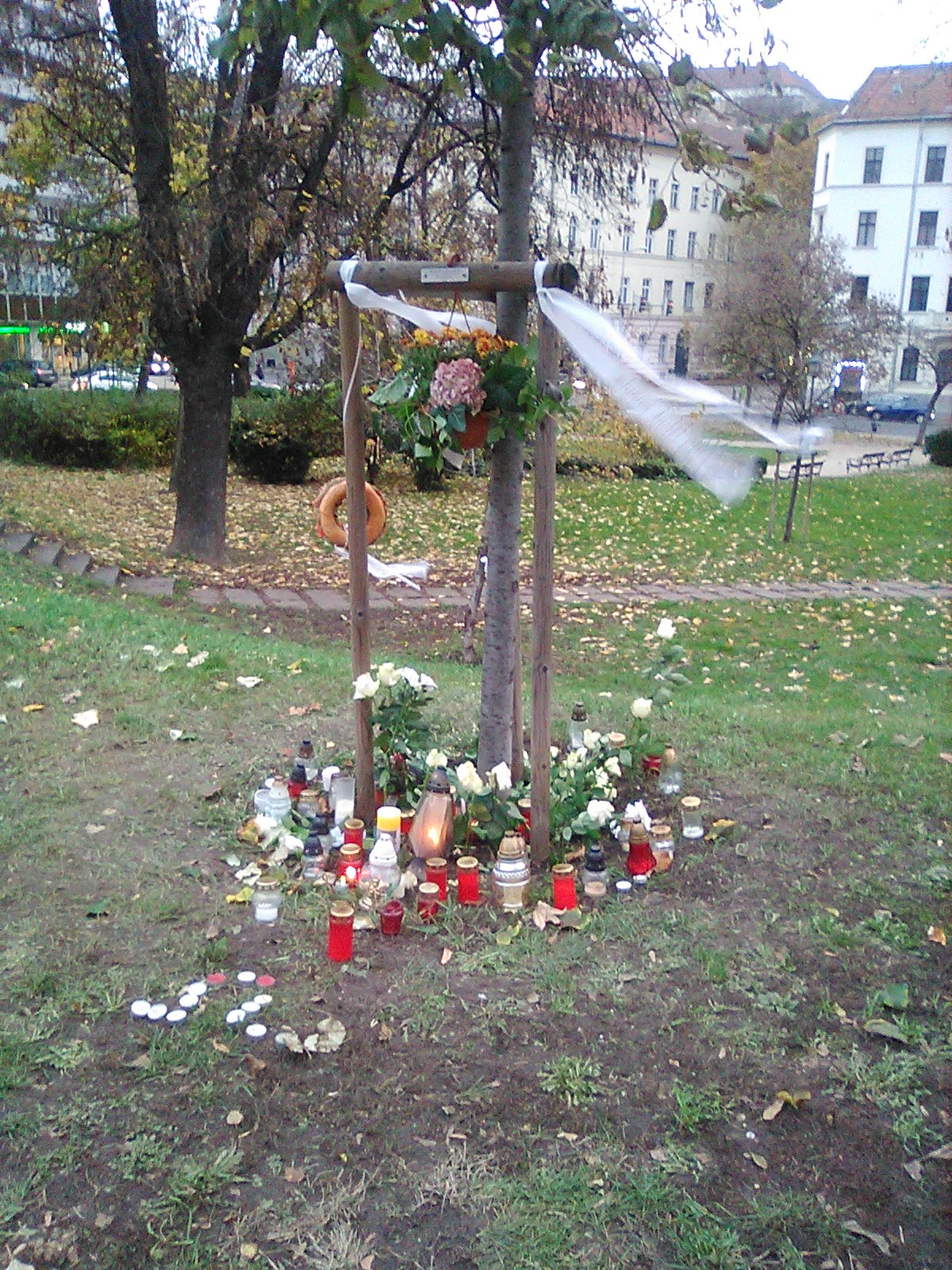
Emlékfája a Horváth-kertben

## Emlékezete
Születésének 79. évfordulóján, 2022. június 12-én Budapest I. kerületében, a Krisztina körút 73. kapualjában emléktáblát avattak a tiszteletére.
Egykori lakhelyétől nem messze egy még életében elültetett emlékfa áll, ami halála óta az Omega-rajongók zarándokhelye lett.

## Diszkográfia

### Omega
Itt az együttes Magyarországon megjelent sorlemezeinek listája olvasható, bővebben lásd Omega szócikk. Az együttes valamennyi kiadványán közreműködött, kivéve a „fél-Omega” név alatt Japánban megjelent kislemezt.
- Trombitás Frédi és a rettenetes emberek, 1968
- 10000 lépés, 1969
- Éjszakai országút, 1970
- Élő Omega, 1972
- Omega 5, 1973
- Omega 6: Nem tudom a neved, 1975
- Omega 7: Időrabló, 1977
- Omega 8: Csillagok útján, 1978
- Gammapolis, 1979
- Omega X: Az arc, 1981
- Omega XI, 1982
- Omega 12: A Föld árnyékos oldalán, 1986
- Omega XIII: Babylon, 1987
- Trans and Dance, 1995
- Omega XV: Egy életre szól, 1998
- Égi jel: Omega, 2006
- Testamentum, 2020

### Szólólemezek
- Lexikon, 1982
- Lexikon 2, 1984
- Lexikon A-Z, 1988 – a két album anyaga egyben, CD-n
- Ikarosz, 1990
- Omega-mix, 1991
- Impressio, 1994
- Hogyan tovább?, 2004 – A rózsa éneke című film zenéje
- Másik világ, 2012

### Komolyzenei Omega-átiratok
- Omega Rhapsody (zenei rendezőként – 2010)
- Omega Szimfónia & Rapszódia (2012)
- Omega Oratórium (2014)

### Selection
- Útközben (2016)

### Közreműködések
- Bajor Imre – Én, a Gyula meg a Tóth Ottó
- Szekeres Tamás – King Street Blues
- Szabó Andris – Taníts meg szeretni
- Szabó Andris – Dalokban élnek a fények
- Szabó Andris – A szívemmel is látható

## Jelentősebb zenész- és szerzőtársai
- Adamis Anna (Omega, szövegíró)
- Benkó Sándor (Benkó Dixieland Band)
- Bródy János (szövegíró, Omega Csillagok útján, Gammapolis és Hogyan tovább? szólóalbum)
- Csordás Levente (Omega-koncertek és stúdiófelvételek)
- Debreczeni Ferenc (Omega)
- Demeter György (Omega-koncertek, Bulldózer-koncertek)
- Dizseri András (Selection)
- Földi Albert (Omega-koncertek és stúdiófelvételek)
- Gidófalvy Attila (Selection)
- Gömöry Zsolt (Omega-koncertek)
- Jankai Béla (B-Project, Omega-koncertek, Bulldózer-koncertek)
- Jász András (Selection)
- Keresztes Ildikó (Omega-koncertek)
- Kóbor János (Omega)
- Kocsándi Miklós (Selection)
- Kovacsics András (Omega)
- Laux József (Omega)
- Mihály Tamás (Omega)
- Molnár György (Omega)
- Pálmai Zoltán (B-Project, Bulldózer-koncertek)
- Práder Vilmos (Selection)
- Presser Gábor (Omega)
- Somló Tamás (Omega)
- Sülyi Péter (Omega, szövegíró)
- Szekeres Tamás (Omega-koncertek és stúdiófelvételek)
- Szöllössy Kati (Omega-koncertek és stúdiófelvételek)
- Tóth Lilla (Selection)
- Trunkos András (Omega, szövegíró)
- Varsányi István (Omega)
- Várszegi Gábor (Omega, szövegíró)
- Zselencz László (B-Project)

## Díjai, elismerései
- 1970 – Yamaha fesztivál fődíja
- 1986 – Liszt Ferenc-díj megosztva az Omega együttes tagjaival
- 1995 – A Magyar Köztársasági Érdemrend kiskeresztje[8]
- 2008 – Zamárdi díszpolgára[9]
- 2011 – Pro Urbe Budapestért díj – megosztva az Omega együttes tagjaival
- 2013 – Kossuth-díj megosztva az Omega együttes tagjaival
- 2013 – Mihail Alekszandrovics Romanov orosz nagyherceg Emlékérem
- 2016 – Emberi Méltóságért-díj[10]
- 2018 – Fonogram Életműdíj – megosztva az Omega együttes tagjaival
- Inter-Lyra-díj – megosztva az Omega együttes tagjaival[11]
- 2020 – Magyar Kultúra Lovagja[12]

## Könyvek róla
- Miklós Tibor: Keresem a szót, keresem a hangot. 22 interjú; többekkel; Zeneműkiadó, Bp., 1977
- Dám László: Rockszámla, többekkel, Ifjúsági Lapkiadó, Bp., 1987
- Bellér Ágnes: Mélységek és magasságok. Őszinte férfiak; többekkel; Totem, Bp., 2005
- Havas Henrik: Benkő Laci. A legendás billentyűs és az Omega története; Alexandra, Budapest, 2020, ISBN 9789634479093